# Simon Cox (Fußballspieler, 1987)
Simon Richard Cox (* 28. April 1987 in Reading) ist ein ehemaliger englisch-irischer Fußballspieler, der zwischen 2011 und 2014 für die irische Fußballnationalmannschaft aktiv war.

## Spielerkarriere

### FC Reading und Swindon Town
Simon Cox debütierte am 20. September 2005 für den FC Reading in der zweiten Runde des League Cup 2005/06 (1:0 gegen Luton Town). Nach zwei Einsätzen für Reading in der Football League Championship 2005/06, verbrachte er die Saison 2006/07 überwiegend auf Leihbasis bei den Drittligisten FC Brentford und Northampton Town.
Am 31. August 2007 wechselte Cox auf Leihbasis zu Swindon Town und erzielte in neunzehn Drittligaspielen acht Treffer. Nach diesen überzeugenden Auftritten verpflichtete ihn der Verein am 31. Januar 2008 auf fester Vertragsbasis. Insgesamt erzielte Simon Cox in der Saison 2007/08 fünfzehn Ligatore und beendete die Spielzeit mit seiner Mannschaft im Tabellenmittelfeld. Noch erfolgreicher verlief für den 21-jährigen Angreifer die Saison 2008/09. Gemeinsam mit Rickie Lambert von den Bristol Rovers wurde er Torschützenkönig der Football League One, beide Spieler erzielten je 29 Tore.

### West Bromwich Albion
Am 8. Juli 2009 wechselte Simon Cox für eine Ablösesumme in Höhe von £1.500.000 zu West Bromwich Albion. Für den Zweitligisten erzielte er 9 Ligatreffer in 28 Spielen der Football League Championship 2009/10 und stieg mit seiner neuen Mannschaft als Vizemeister hinter Newcastle United in die Premier League auf. In der Premier League 2010/11 kam der 23-jährige Stürmer (19 Ligaspiele/1 Tor) zumeist nur als Einwechselspieler zum Einsatz. Nach dem Klassenerhalt in der ersten Erstligasaison beendete West Bromwich Albion, mit dem erneut nur als Einwechselspieler zum Einsatz kommenden Simon Cox (18 Ligaspiele), die Premier League 2011/12 als Tabellenzehnter.

### Nottingham Forest, FC Reading und Bristol City
Am 11. August 2012 unterzeichnete er einen Dreijahresvertrag beim Zweitligisten Nottingham Forest. Nach zwei Jahren wechselte er im August 2014 zurück zu seinem Heimatverein und Ligakonkurrenten FC Reading und unterschrieb dort einen Zweijahresvertrag. Von Oktober 2015 bis Januar 2016 wurde er an Bristol City verliehen.

### Southend United und Western Sydney
Nach Auslaufen seines Vertrags in Reading schloss sich Cox im Sommer 2016 dem Drittligisten Southend United an, bei dem er sich als Stammspieler durchsetzen konnte. Nach dreieinhalb Jahren verließ er den Verein und ging nach Australien, wo ihn die Western Sydney Wanderers für eineinhalb Jahre unter Vertrag nahmen. Parallel zu seiner Spielertätigkeit dort erwarb er auch eine A-Lizenz als Trainer. Aus familiären Gründen verließ er den Verein im Mai 2021 bereits kurz vor dem regulären Vertragsende und kehrte nach Großbritannien zurück. Im Oktober 2021 erklärte er daraufhin schließlich das Ende seiner Spielerkarriere.

### Irische Nationalmannschaft
Geboren und aufgewachsen in England, war Cox durch seine aus dem irischen Galway stammende Großmutter auch für die irische Fußballnationalmannschaft spielberechtigt. Am 24. Mai 2011 bestritt er beim Nations Cup sein erstes Länderspiel für Irland und erzielte dabei beim Spiel gegen Nordirland das Tor zum 5:0-Endstand. In der Qualifikation für die Fußball-Europameisterschaft 2012 belegt Irland hinter Gruppensieger Russland den zweiten Platz und setzte sich in den anschließenden Playoffs mit 4:0 und 1:1 gegen Estland durch. Für die erstmals seit der EM 1988 an einer EM-Endrunde teilnehmenden Iren, wurde Cox von Nationaltrainer Giovanni Trapattoni in den irischen EM-Kader berufen und kam beim Turnier in allen drei Gruppenspielen zum Einsatz, ehe die Mannschaft vorzeitig ausschied.